# Roßsiefenbach
Der Roßsiefenbach ist ein 890 Meter langer, orografisch linker Nebenfluss des Godesberger Bachs in Nordrhein-Westfalen, Deutschland. Der Bach fließt vollständig im Bonner Stadtbezirk Bad Godesberg und hat ein 0,6 km² großes Einzugsgebiet.

## Verlauf
Der Bach durchfließt Wald- und Wiesenflächen in südöstlicher Richtung. Er mündet oberhalb der Wattendorfer Mühle in den Godesberger Bach und ist typischer Lebensraum für Amphibienlarven.